# Chaerephon jobimena
Chaerephon jobimena är en fladdermus i familjen veckläppade fladdermöss som förekommer på västra Madagaskar. Artepitet i det vetenskapliga namnet är bildat av det inhemska ordet för mörkröd.
Djuret påminner om Tadarida aegyptiaca. Kanske bildar båda arter i framtiden ett eget släkte.

## Utseende
Arten blir med svans 10,7 till 11,7 cm lång och svanslängden är 3,2 till 5,1 cm. Djuret väger 12,5 till 16 g, har 4,5 till 4,8 mm långa underarmar, 0,7 till 1,0 cm långa bakfötter och 2,1 till 2,7 cm stora öron. Håren som bildar ovansidans päls är ljus beige till vit nära roten, mörk chokladbrun i mitten och ibland ljusare brun vid spetsen. Några exemplar hade vita fläckar framför och bakom öronen. Den mörkare chokladbrun pälsen fortsätter fram till strupen och efter en tydlig gräns är bröstet och buken ljusare brun. Tre registrerade exemplar byte pälsfärgen under årets lopp och de var mer rödbruna. Chaerephon jobimena har svartbrun flygmembran, även mellan bakbenen. Liksom hos flera andra släktmedlemmar förekommer veck i den övre läppen.
Jämförd med andra släktmedlemmar på Madagaskar har arten längre öron. De är sammanlänkade med en hudremsa. Den broskiga fliken i örat (tragus) är bara en liten stubbe. Det finns inga vita fläckar på vingarna.

## Utbredning
Utbredningsområdet ligger i låglandet och i låga bergstrakter på västra Madagaskar. Djuret hittades i regioner som ligger 50 till 870 meter över havet. Habitatet utgörs av ganska torra lövfällande skogar samt av taggiga buskskogar i områden med kalksten eller sandsten.

## Ekologi
Chaerephon jobimena vilar i grottor och i byggnader. Den blir aktiv under skymningen.

## Status
Antagligen jagas arten på sydvästra Madagaskar. Flera exemplar hittades i eller nära skyddsområden. IUCN listar Chaerephon jobimena som livskraftig (LC).